# Харт, Бонни
Бонни Харт (англ. Bonnie Hart; Квинсленд, Австралия) — художник, режиссер и интерсекс-активистка, родившаяся с синдромом нечувствительности к андрогенам. Является президентом группы поддержки людей с синдромом нечувствительности к андрогенам «Androgen Insensitivity Syndrome Support Group Australia». В 2016 году австралийская сеть Gay News Network включила ее в число «25 ЛГБТИ-людей, на которых надо обратить внимание в 2017 году».

## Биография
Харт рассказывает, что несмотря на то, что она дала согласие в детстве на проводимые ей операции, она не знала о последствиях, которые эти вмешательства окажут на её жизнь. Харт описывает, как стигматизация «подготовливает почву» для таких вмешательств: «Есть страх, что люди будут дезадаптированы, потому что их тела отличны, и этот страх объединился с незнанием реалий того, каково это, взрослому жить с таким телом без операции, что, своего рода, подталкивает к хирургическим вмешательствам». Бонни Харт долгое время не знала, что у её сестры, Фиби Харт, также синдром нечувствительности к андрогенам.

## Карьера
Харт — артист и междисциплинарный художник, собирающий цифровые и аналоговые фильмы, музыку и визуальное искусство. Она является соучредителем Venting Gallery и Фонда современной музыки и культуры в Брисбене и выступает с музыкальными группами, включая X-wave и Unaustralians. В автобиографическом документальном фильме «Орхидеи: Мои интерсекс-приключения» Харт и ее сестра рассказывают о травмирующих эмоциональных шрамах от ранних операций и секретности, связанной с ними.

## Активизм
Харт — президент группы поддержки людей с синдромом нечувствительности к андрогенам «Androgen Insensitivity Syndrome Support Group Australia». Она появлялась в многочисленных видеороликах, в том числе для QLife и Национального альянса по здоровью ЛГБТИ, и SBS даёт много интервью, в том числе по национальному телевидению.

## Признание
В 2016 году австралийская сеть Gay News Network включила Харта в число своих «25 ЛГБТИ-людей, на которых надо обратить внимание в 2017 году».